# Коэн против штата Калифорния
Коэн против штата Калифорния 403 U.S. 15 (1971) — дело, рассмотренное Верховным Судом Соединённых Штатов Америки. Верховный Суд отменил решения судов низшей инстанции о признании Коэна виновным в «злонамеренном и умышленном нарушении мира и порядка в общественном месте … своим оскорбительным поведением» — тем что тот ходил по коридорам суда города Лос-Анджелес в куртке с надписью «Fuck the Draft» (с англ. — «К чёрту призыв»).

## Обстоятельства дела
26 апреля 1968 года 19-летний Пол Роберт Коэн был арестован за ношение куртки с надписью «Fuck the Draft» в коридоре 20-го отделения Муниципального суда города Лос Анджелес. Он был признан виновным в нарушении параграфа 415 Уголовного кодекса штата Калифорния, который запрещал «злонамеренное и умышленное нарушение оскорбительным поведением мира и порядка любого общественного места или человека» и был приговорен к 30 дням тюремного заключения.
Приговор поддержал Апелляционный суд штата Калифорния, который постановил что «оскорбительное поведение» означает «поведение толкающее других на насильственные действия или в свою очередь на нарушение порядка.» После того как Верховный суд штата Калифорния отказал в пересмотре, дело было направлено в Верховный Суд США. Со стороны Коэна дело представлял Мелвилл Ниммер, а со стороны штата Калифорния Майкл Зауер.